# Hlemmur (bande originale)
Albums de Sigur Rós
Rímur (en)
(2000) untitled #1 (Vaka) (en)
(2003)
Hlemmur est une bande originale de 2002, composée et interprétée par le groupe islandais Sigur Rós. Il s'agit d'une musique électronique instrumentale pour le documentaire islandais Hlemmur (is), qui porte le nom de la principale gare routière de Reykjavik.
Elle est initialement mise à la disposition du grand public lors des tournées européennes et américaines du printemps 2003. Elle est composée de 19 chansons, dont certaines sont des variations sur le même thème. Le film et la bande originale ont été publiés ensemble dans un coffret CD-DVD en édition limitée en août 2007 sur le propre label du groupe, Krúnk.

## Liste des pistes
1. Jósef tekur fimmuna í vinnuna (Jósef emmène le n° 5 au travail) - 3:04
2. Hlemmur 1 - 1:38
3. Fyrsta ferð (Le premier voyage) - 2:35
4. Vetur (Hiver) - 1:48
5. Hvalir í útrýmingarhættu (Baleines en danger) - 3:00
6. Hlemmur 2 - 0:43
7. Þversögn (Paradoxe) - 2:09
8. 1970 - 1:14
9. Jósef tekur fimmuna í vinnuna 2 - 1:47
10. Ég mun læknast! (Je vais me rétablir !) - 1:54
11. 1993 - 1:12
12. Hlemmur 3 - 1:19
13. Síðasta ferð (Le dernier voyage) - 2:38
14. 23:20 - 1:42
15. Byrgið (L'abri) - 1:36
16. Áfram Ísland (Aller en Islande) - 1:22
17. Allt tekur sinn tíma! (Chaque chose en son temps !) - 2:46
18. Hannes (un nom masculin) - 2:39
19. Óskabörn þjóðarinnar (Citoyens modèles) - 4:45